# Докукино (Воскресенский район)
Докукино — деревня в составе Богородского сельсовета в Воскресенском районе Нижегородской области.

## География
Находится в правобережье Ветлуги на расстоянии примерно 18 километров по прямой на восток-юго-восток от районного центра посёлка Воскресенское.

## История
Деревня в XIX веке входила в Макарьевский уезд Нижегородской губернии. Название по местным преданиям относится к прозвищу управляющего поместья в деревне Докуки, служившего помещикам Собакиным. Последний владелец В. В. Левашов. В 1859 году в ней было отмечено 50 двора и 467 жителей, в 1911 году 118 дворов. В 1925 году было 625 жителей. Церковь в деревне появилась уже после 1917 года, позже переоборудована в клуб, а потом в зернохранилище. Во время переписи 2002 года считалась селом.

## Население
Постоянное население составляло 335 человек (русские 99 %) в 2002 году, 262 в 2010 году.